# Riomar
Riomar es una de las cinco localidades en que se encuentra dividida administrativa y políticamente la ciudad colombiana de Barranquilla.

## Ubicación
Se encuentra ubicada dentro de los siguientes límites: Al norte con el río Magdalena, al occidente con los límites del municipio de Puerto Colombia, al sur con la acera norte de la carrera 46-Autopista Paralela al Mar hasta la calle 83, y al oriente de la carrera 46 con calle 84 siguiendo hasta la calle 82 y el arroyo de la calle 84, finalizando en el río Magdalena. Incluye zonas de expansión urbana, rural y el centro poblado La Playa.

## División político-administrativa
La localidad cuenta con 32 barrios. Es administrada por un alcalde local y una Junta Administradora Local integrada por quince (15) ediles. 
Los barrios que conforman la localidad son:
| - Adelita de Char Etp1. - Adelita de Char Etp.2 - Adelita de Char Etp.3 - Altamira. - Altos de Riomar. - Altos del Limón. - Altos del Prado. - Andalucía. - Buenavista. - Ciudad Mallorquín - El Castillo I. - El Golf. - El Limoncito. - El Poblado. | - La Castellana. - La Floresta. - Las Flores. - Las Tres Avemarías. - Paraíso. - Riomar. - San Marino. - San Salvador. - San Vicente. - Santa Mónica. - Siape. - Solaire. - Urbanización Eduardo Santos La Playa. | - Villa Carolina. - Villa del Este. - Villa Santos. - Villamar. - Villas del Puerto. |

## Sitios de interés
- Bocas de Ceniza
- Ciénaga de Mallorquín
- Sector del centro comercial Buenavista
- Barrio Las Flores